# Челлен, Клас
Клас Урба́н Челле́н (швед. Claes Urban Källén; род. 12 мая 1943) — шведский кёрлингист.
В составе мужской сборной Швеции бронзовый призёр чемпионата мира 1970. Чемпион Швеции среди мужчин.
Играл на позиции четвёртого, но скипом команды не был.
В 1970 введён в Зал славы шведского кёрлинга (швед. Stora Curlare).

## Достижения
- Чемпионат мира по кёрлингу среди мужчин: бронза (1970).
- Чемпионат Швеции по кёрлингу среди мужчин: золото (1970).

## Команды
| Сезон   | Четвёртый   | Третий         | Второй       | Первый     | Турниры            |
| ------- | ----------- | -------------- | ------------ | ---------- | ------------------ |
| 1969—70 | Клас Челлен | Кристер Челлен | Стуре Линден | Том Шеффер | ЧШМ 1970 · ЧМ 1970 |

(скипы выделены полужирным шрифтом)

## Частная жизнь
Его старший брат Кристер Челлен тоже был кёрлингистом, они вместе стали чемпионами Швеции и выступали на чемпионате мира 1970.